# 4970 Druyan
A 4970 Druyan (ideiglenes jelöléssel 1988 VO2) a Naprendszer kisbolygóövében található aszteroida. Eleanor F. Helin fedezte fel 1988. november 12-én.